# Alternaria atrocariis
Alternaria atrocariis är en svampart som beskrevs av E.G. Simmons 1995. Alternaria atrocariis ingår i släktet Alternaria och familjen Pleosporaceae. Inga underarter finns listade i Catalogue of Life.